# تورنفورية ثنائي الألوان
تورنفورية ثنائي الألوان (الاسم العلمي:Tournefortia bicolor) هي نوع من النباتات يتبع جنس التورنفورية من الفصيلة الحمحمية.